# IMSA SportsCar Championship
O IMSA SportsCar Championship, atualmente conhecido como IMSA WeatherTech SportsCar Championship é um campeonato de automobilismo de resistência organizado pela International Motor Sports Association (IMSA) com sede nos Estados Unidos criada em 2014 a partir da fusão da American Le Mans Series e da Rolex Sports Car Series.
O campeonato WeatherTech SportsCar é uma fusão de duas séries existentes: a American Le Mans e a Rolex Sports Car. Em 2013, quando surgiu, o campeonato era chamado de United SportsCar, cujo patrocinador principal era a marca de relógios suíços Tudor. Mais tarde, em 2016, quem assumiu a posição de patrocinadora da série foi a WeatherTech, marca de carpetes e revestimentos automotivos.
Nesse campeonato correm ao mesmo tempo quatro categorias diferentes, sendo duas de protótipos e duas de grand turismo. Cada uma tem a Pro (marcada pela cor vermelha), onde correm apenas pilotos profissionais, e a Pro-Am (cor verde), com duplas formadas por um profissional e um amador.

## Classes
Protótipos
- Grand Touring Prototype (GTP) 2023-atualidade: A classe principal do campeonato da IMSA que substituiu a categoria DPi (Daytona Prototype International) a partir de 2023, apresentando carros construídos de acordo com os regulamentos LMDh da IMSA e Le Mans Hypercar do Automobile Club de l’Ouest (ACO).

- Daytona Prototype International (DPi) 2017-2022: Foi a antiga classe superior de prototótipos entre os campeonatos  de 2017 a 2022, apresentando carros construídos segundo os regulamentos Daytona Prototype International (DPi) da IMSA, que são baseados nos protótipos Le Mans Prototype LMP2 de 2017. Anteriormente, os DPi competiam contra seus equivalentes LMP2 originais na classe Prototype de 2017 a 2018. A partir de 2019, os carros LMP2 foram separados em uma classe própria. A classe Prototype (P) originalmente consistia nos Daytona Prototypes da Grand-Am, junto com os protótipos LMP2 da American Le Mans Series.  A partir de 2023, a classe DPi foi substituída pela classe GTP, em um esforço para melhorar ainda mais as corridas da categoria Prototype, bem como criar uma ligação mais próxima com o Campeonato Mundial de Endurance da FIA (WEC).

- Le Mans Prototype 2 (LMP2): Existe como classe separada dos DPi desde 2019, destinada a equipas pro-am (pilotos profissionais e amadores). A classe apresenta carros construídos pelos 4 construtores autorizados pelo Automobile Club de l'Ouest's (ACO): Riley-Multimatic, Ligier, Oreca e Dallara, segundo as regulamentações LMP2 da FIA de 2017.

- Le Mans Prototype 3 (LMP3): Promovidos ao WeatherTech SportsCar Championship na temporada de 2021, fazem parte da comeptição de apoio IMSA Prototype Challenge desde 2017. Os protótipos desta categoria estão construídos de acordo com as regulamentações LMP3 2ª Geração, do ACO de 2020, contemplando construtores como Ligier, ADESS, Ginetta e Duqueine Engineering.

Grand Touring (GT):
- GT Le Mans (GTLM): Conhecida como a elite dos carros GT mais rápidos na pista, a GTLM é a classe do turismo que leva a cor vermelha. As máquinas são baseadas em modelos de produção e incrementadas com uma engenharia para extrair o desempenho máximo possível. Esta série serve como um campo de testes para fabricantes como BMW, Corvette, Ferrari, Nissan, Toyota, Porsche e Ford. Os carros chegam a 290 km/h, têm 520 cv, câmbios de 5 e 6 marchas, a escolha de pneus é livre (a Michelin é a atual), o chassi é tublar, feito de aço, e o controle de tração é liberado.[2]

- GT Daytona (GTD): Os carros também são baseados em modelos de produção, mas não contam com o mesmo nível de aerodinâmica e potência como os da GTLM. Os GTD consistem em carros-spec FIA GT3, com 500 cv, atingem mais de 280 km/h, têm câmbio de seis marchas, usam pneus Continental, podem usar ABS e controle de tração e são feitos com chassi tubular de ferro. Participam carros como Acura V6 turbo, Aston Martin Vantage GT3, Ferrari 488 GT3, Lamborghini Huracan GT3, Lexus RF GT3, Mercedes AMG-GT3, Nissan GT3-R, Porsche 911 GT3-R

Todas as categorias obedecem ao mesmo formato de corrida. Os carros vão para a pista um dia antes da prova para sessões de treinos que podem durar uma hora ou mais. O piloto que fizer a volta mais rápida leva o TOTAL Pole Award e os tempos de volta definem as posições do grid. O tempo de corrida varia de duas a 24 horas.
Algumas corridas selecionam apenas algumas das classes. Por exemplo, todas as classes participam nas 24 Horas de Daytona enquanto apenas os DPi e GT's participam no Grande Prêmio de Long Beach. LMP2 e GTLM são com os regulamentos das 24 Horas de Le Mans.

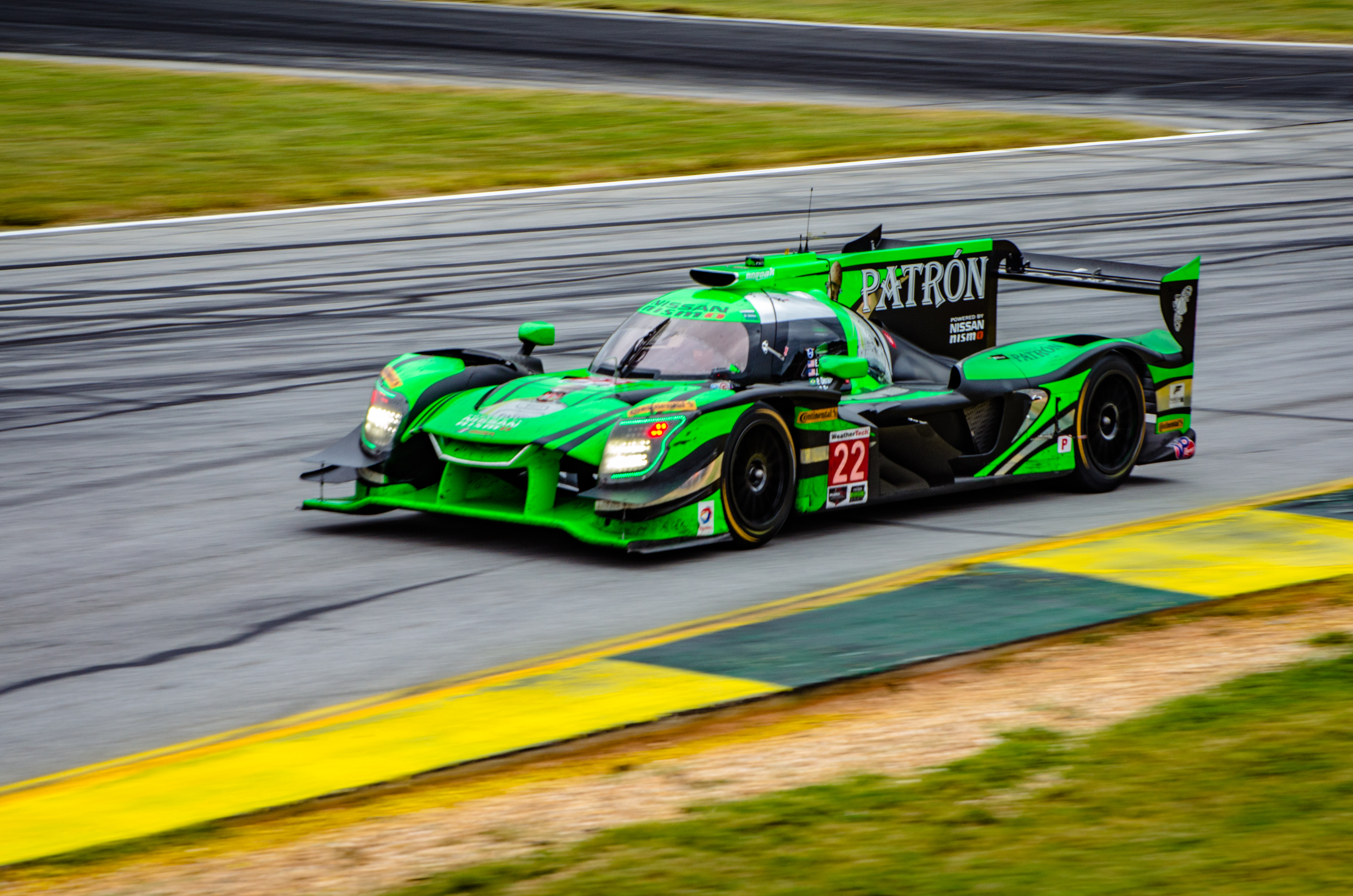
Nissan Onroak DPi em Petit Le Mans
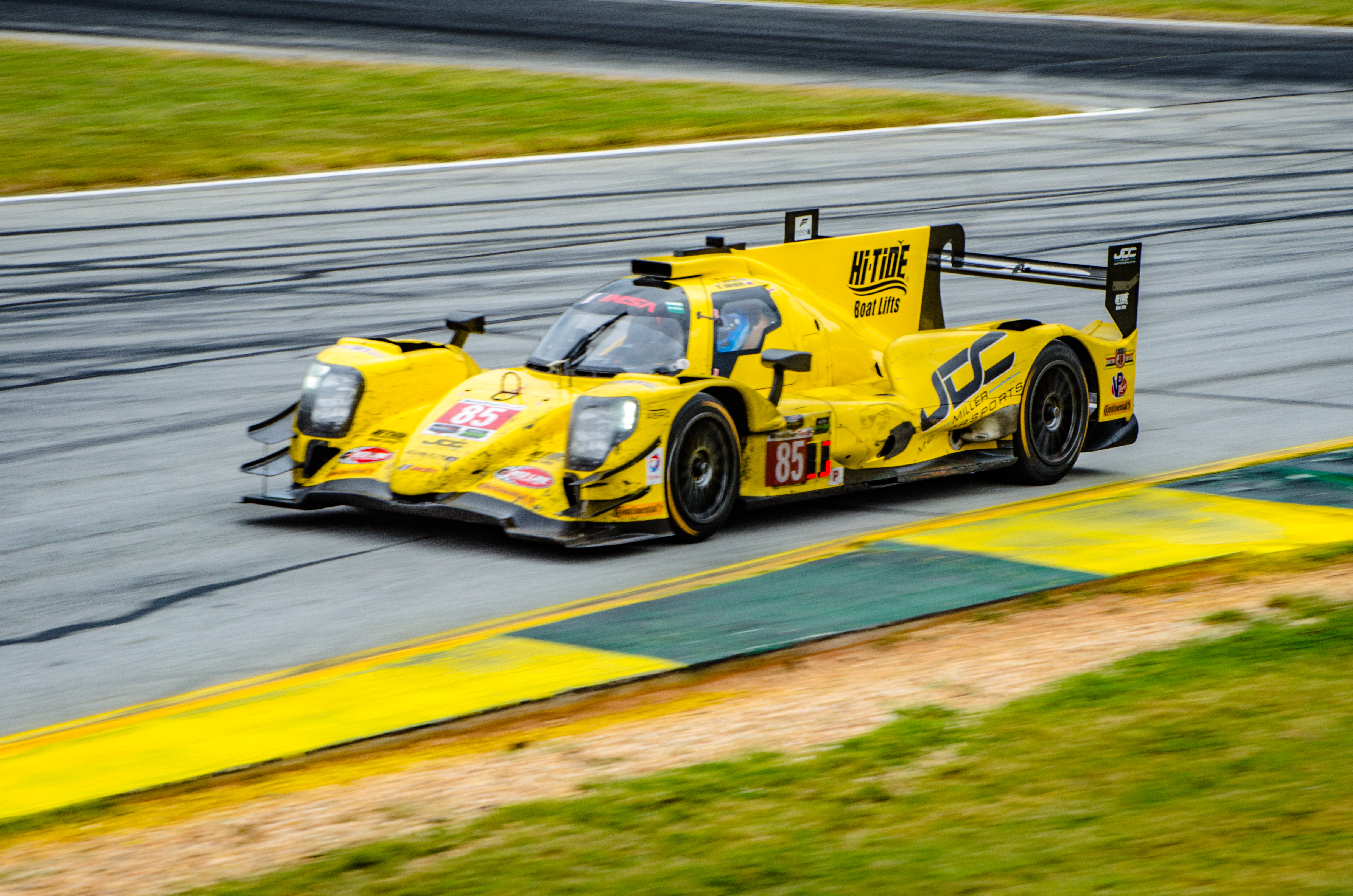
Um LMP2 (Oreca 07) em Petit Le Mans
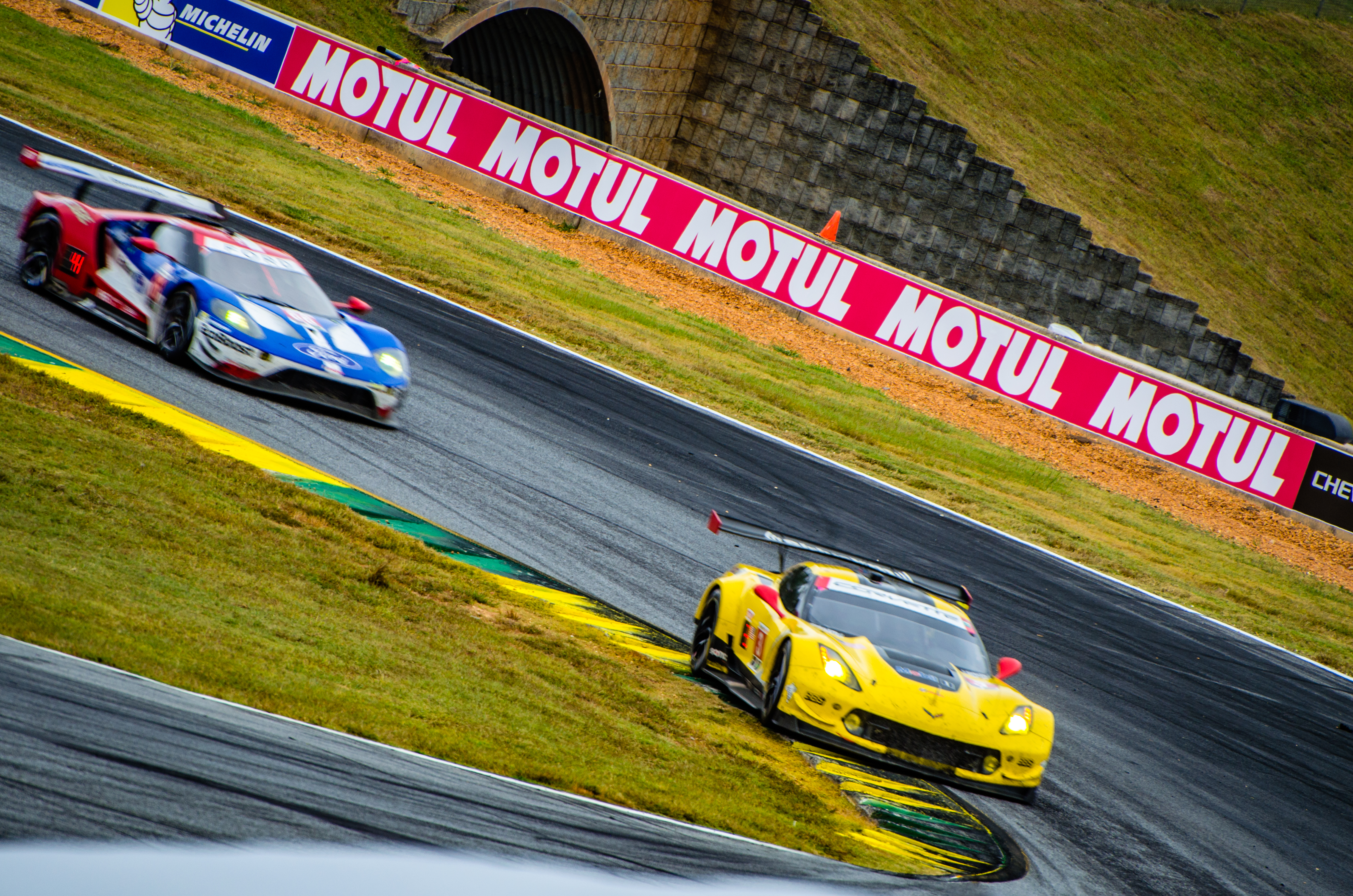
Um Chevrolet Corvette C7.R na frente de um Ford GT na classe GTLM em Petit Le Mans
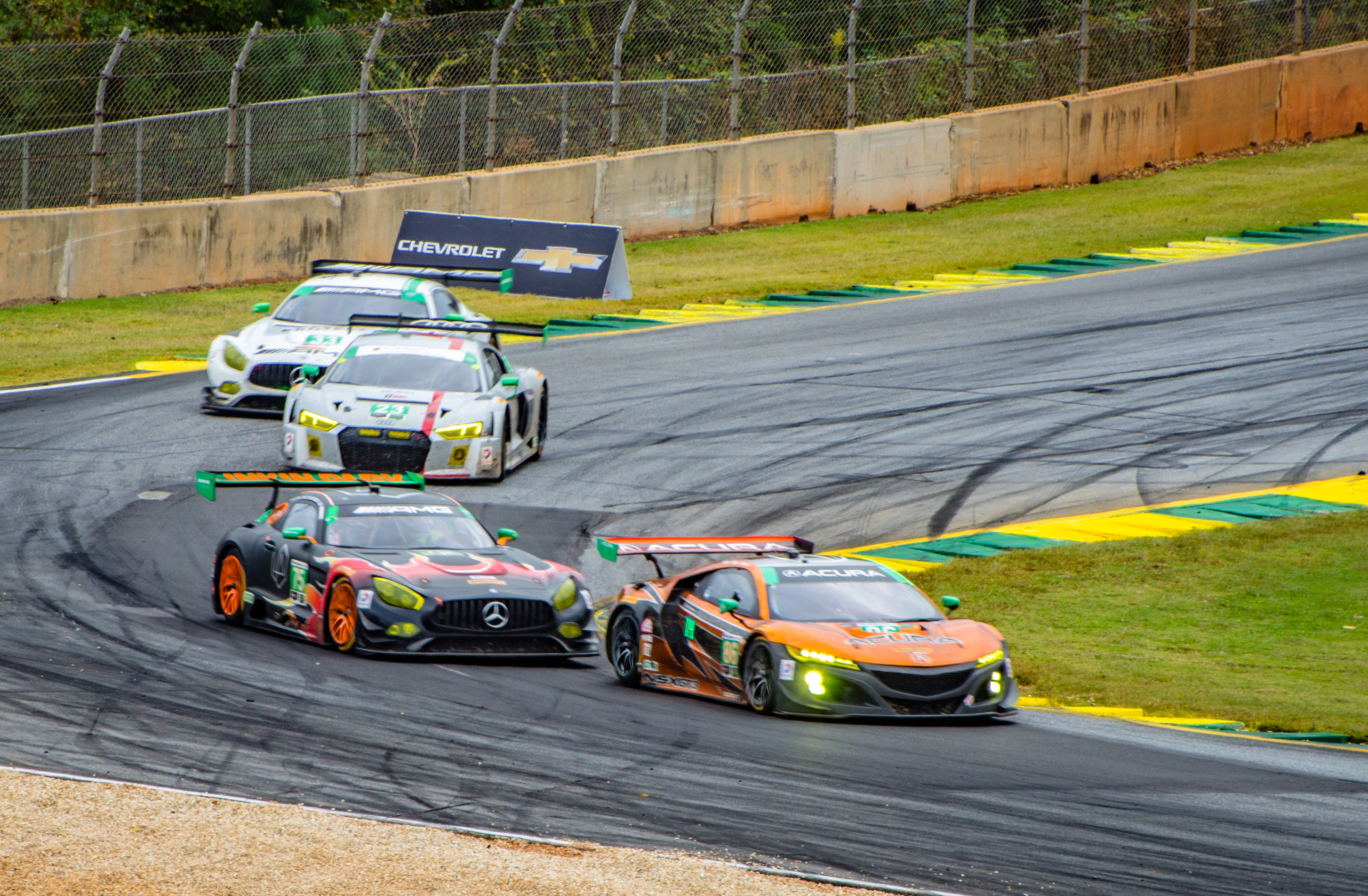
Carros GTD em Petit Le Mans

### Antigas Classes
- Prototype Challenge (PC) - Antiga classe da American Le Mans series

Essa série é marcada com a cor verde e o cockpit dos carros é aberto. Também usam chassi de fibra de carbono, além dos freios de carbono e câmbio sequencial com paddle shift. Não tão potentes, chegam a 280 km/h, têm 500 cv e pesam 910 kg. Na PC, os carros são sempre do mesmo modelo, o ORECA FLM09, equipados com motor Chevrolet LS3 e usam pneus Continental. Esses também podem usar o controle de tração.

## Campeões

#### Pilotos
| Temporada | Prototype                         | Prototype Challenge             | GT Le Mans                   | GT Daytona                          |
| --------- | --------------------------------- | ------------------------------- | ---------------------------- | ----------------------------------- |
| 2014      | João Barbosa Christian Fittipaldi | Jon Bennett Colin Braun         | Kuno Wittmer                 | Dane Cameron                        |
| 2015      | João Barbosa Christian Fittipaldi | Jon Bennett Colin Braun         | Patrick Pilet                | Townsend Bell Bill Sweedler         |
| 2016      | Dane Cameron Eric Curran          | Alex Popow Renger van der Zande | Oliver Gavin Tommy Milner    | Alessandro Balzan Christina Nielsen |
| 2017      | Jordan Taylor Ricky Taylor        | James French Patricio O'Ward    | Antonio García Jan Magnussen | Alessandro Balzan Christina Nielsen |
| 2018      | Eric Curran Felipe Nasr           | Descontinuada                   | Antonio García Jan Magnussen | Bryan Sellers Madison Snow          |
| 2019–     |                                   |                                 |                              |                                     |
| Temporada | Daytona Prototype International   | Le Mans Prototype 2             | GT Le Mans                   | GT Daytona                          |
| 2019      | Dane Cameron Juan Pablo Montoya   | Matt McMurry                    | Earl Bamber Laurens Vanthoor | Mario Farnbacher Trent Hindman      |
| 2020      | Ricky Taylor Hélio Castroneves    | Patrick Kelly                   | Antonio García Jordan Taylor | Mario Farnbacher Matt McMurry       |

#### Equipas
| 2014–2018 | 2014–2018                       | 2014–2018                        | 2014–2018                  | 2014–2018                                  |
| Temporada | Prototype                       | Prototype Challenge              | GT Le Mans                 | GT Daytona                                 |
| --------- | ------------------------------- | -------------------------------- | -------------------------- | ------------------------------------------ |
| 2014      | #5 Action Express Racing        | #54 CORE Autosport               | #93 SRT Motorsports        | #94 Turner Motorsport                      |
| 2015      | #5 Action Express Racing        | #54 CORE Autosport               | #911 Porsche North America | #63 Scuderia Corsa                         |
| 2016      | #31 Action Express Racing       | #8 Starworks Motorsport          | #4 Corvette Racing         | #63 Scuderia Corsa                         |
| 2017      | #10 Wayne Taylor Racing         | #38 Performance Tech Motorsports | #3 Corvette Racing         | #63 Scuderia Corsa                         |
| 2018      | #31 Action Express Racing       | Descontinuada                    | #3 Corvette Racing         | #48 Paul Miller Racing                     |
| 2019–     |                                 |                                  |                            |                                            |
| Temporada | Daytona Prototype International | Le Mans Prototype 2              | GT Le Mans                 | GT Daytona                                 |
| 2019      | #6 Acura Equipa Penske          | #52 PR1/Mathiasen Motorsports    | #912 Porsche GT Equipa     | #86 Meyer-Shank Racing with Curb-Agajanian |
| 2020      | #6 Acura Equipa Penske          | #52 PR1/Mathiasen Motorsports    | #3 Corvette Racing         | #86 Meyer-Shank Racing with Curb-Agajanian |

#### Construtores
| Temporada | Prototype                       | GT Le Mans | GT Daytona  |
| --------- | ------------------------------- | ---------- | ----------- |
| 2014      | Chevrolet                       | Porsche    | Porsche     |
| 2015      | Chevrolet                       | Porsche    | Ferrari     |
| 2016      | Chevrolet                       | Chevrolet  | Audi        |
| 2017      | Cadillac                        | Chevrolet  | Ferrari     |
| 2018      | Cadillac                        | Ford       | Lamborghini |
| Temporada | Daytona Prototype International | GT Le Mans | GT Daytona  |
| 2019      | Acura                           | Porsche    | Lamborghini |
| 2020      | Acura                           | Chevrolet  | Acura       |

#### Pneus
| Temporada | GT Le Mans |
| --------- | ---------- |
| 2014      | Michelin   |
| 2015      | Michelin   |

### Michelin Endurance Cup (MEC)
Nota: De 2014-2018, este campeonato ficou conhecido como Patrón North American Endurance Cup.

#### Pilotos
| 2014–2018 | 2014–2018                                            | 2014–2018                                   | 2014–2018                        | 2014–2018                                       |
| Temporada | Prototype                                            | Prototype Challenge                         | GT Le Mans                       | GT Daytona                                      |
| --------- | ---------------------------------------------------- | ------------------------------------------- | -------------------------------- | ----------------------------------------------- |
| 2014      | João Barbosa Christian Fittipaldi                    | Jon Bennett Colin Braun James Gue           | Michael Christensen Patrick Long | Townsend Bell Bill Sweedler                     |
| 2015      | João Barbosa Christian Fittipaldi                    | Mike Guasch Tom Kimber-Smith Andrew Palmer  | Antonio García Jan Magnussen     | Al Carter Cameron Lawrence                      |
| 2016      | João Barbosa Christian Fittipaldi                    | Robert Alon José Gutiérrez Tom Kimber-Smith | Oliver Gavin Tommy Milner        | Alessandro Balzan Christina Nielsen             |
| 2017      | Filipe Albuquerque João Barbosa Christian Fittipaldi | James French Kyle Masson Patricio O'Ward    | Patrick Pilet Dirk Werner        | Jeroen Bleekemolen Mario Farnbacher Ben Keating |
| 2018      | Eric Curran Felipe Nasr                              | Descontinuada                               | Joey Hand Dirk Müller            | Jeroen Bleekemolen Ben Keating Luca Stolz       |
| 2019–     |                                                      |                                             |                                  |                                                 |
| Temporada | Daytona Prototype International                      | Le Mans Prototype 2                         | GT Le Mans                       | GT Daytona                                      |
| 2019      | Pipo Derani Felipe Nasr Eric Curran                  | Cameron Cassels Kyle Masson                 | Ryan Briscoe Richard Westbrook   | Jeroen Bleekemolen Ben Keating Felipe Fraga     |
| 2020      | Ryan Briscoe Renger van der Zande                    | Simon Trummer                               | John Edwards Jesse Krohn         | Bryan Sellers Madison Snow Corey Lewis          |

#### Equipas
| 2014–2018 | 2014–2018                       | 2014–2018                        | 2014–2018                    | 2014–2018                                 |
| Temporada | Prototype                       | Prototype Challenge              | GT Le Mans                   | GT Daytona                                |
| --------- | ------------------------------- | -------------------------------- | ---------------------------- | ----------------------------------------- |
| 2014      | #5 Action Express Racing        | #54 CORE Autosport               | #912 Porsche North America   | #555 AIM Autosport                        |
| 2015      | #5 Action Express Racing        | #52 PR1/Mathiasen Motorsports    | #3 Corvette Racing           | #93 Riley Motorsports                     |
| 2016      | #5 Action Express Racing        | #52 PR1/Mathiasen Motorsports    | #4 Corvette Racing           | #44 Magnus Racing                         |
| 2017      | #5 Action Express Racing        | #38 Performance Tech Motorsports | #911 Porsche GT Equipa       | #33 Riley Motorsports - Equipa AMG        |
| 2018      | #31 Action Express Racing       | Descontinuada                    | #66 Ford Chip Ganassi Racing | #33 Mercedes-AMG Equipa Riley Motorsports |
| 2019–     |                                 |                                  |                              |                                           |
| Temporada | Daytona Prototype International | Le Mans Prototype 2              | GT Le Mans                   | GT Daytona                                |
| 2019      | #31 Action Express Racing       | #38 Performance Tech Motorsports | #67 Ford Chip Ganassi Racing | #33 Mercedes-AMG Equipa Riley Motorsports |
| 2020      | #10 Konica Minolta Cadilac      | #52 PR1/Mathiasen Motorsports    | #24 BMW Equipa RLL           | #48 Paul Miller Racing                    |

#### Construtores
| Temporada | Prototype                       | GT Le Mans | GT Daytona   |
| --------- | ------------------------------- | ---------- | ------------ |
| 2014      | Chevrolet                       | Porsche    | Ferrari      |
| 2015      | Chevrolet                       | Chevrolet  | Porsche      |
| 2016      | Honda                           | Chevrolet  | Audi         |
| 2017      | Cadillac                        | Ford       | Mercedes-AMG |
| 2018      | Cadillac                        | Ford       | Mercedes-AMG |
| 2019-     |                                 |            |              |
| Temporada | Daytona Prototype International | GT Le Mans | GT Daytona   |
| 2019      | Cadillac                        | Ford       | Mercedes-AMG |
| 2020      | Cadillac                        | BMW        | Lamborghini  |